# Bothriurus aguardente
Espèce
Bothriurus aguardente est une espèce de scorpions de la famille des Bothriuridae.

## Distribution
Cette espèce est endémique de Bahia au Brésil. Elle se rencontre à Abaíra dans la Serra do Barbado.

## Description
Le mâle holotype mesure 21,7 mm.

## Publication originale
- Santos-Da-Silva, Carvalho & Brescovit, 2017 : Two new species of Bothriurus Peters, 1861 (Scorpiones, Bothriuridae) from Northeastern Brazil. Zootaxa, no 4258(3), p. 238-256.